# Paper Mario
Paper Mario, conegut al Japó com a Mario Story (マリオストーリー, Mario Sutōrī), és un joc de la Nintendo 64 de la sèrie Paper Mario. Originalment pensat per a la Nintendo 64DD, es va pensar de ser una seqüela de Super Mario RPG: Legend of the Seven Stars, però amb complicacions de Square Enix, els creadors de Super Mario RPG, van decidir canviar el nom a Super Mario Adventure i després a Mario Story (Paper Mario fora el Japó).
El joc va iniciar la sèrie de videojocs Paper Mario, que va obtenir la seva primera seqüela el 2004 amb Paper Mario: The Thousand-Year Door (Paper Mario: La Puerta Milenaria) per a la Nintendo GameCube.
El joc es va llançar l'agost del 2000 al Japó i a principis del 2001 a Amèrica del Nord i a les regions PAL. El juliol de 2007 va ser llançat a la consola virtual de Wii, i a la de Wii U l'abril del 2015. Va ser disponibilitzat també per a aquells usuaris que haguessin contractat el paquet d'expansió del Nintendo Switch Online.